# Pseudolampona emmett
Pseudolampona emmett är en spindelart som beskrevs av Norman I. Platnick 2000. Pseudolampona emmett ingår i släktet Pseudolampona och familjen Lamponidae.
Artens utbredningsområde är Queensland. Inga underarter finns listade i Catalogue of Life.